# Nowy Świat-Uniwersytet (métro de Varsovie)
Nowy Świat-Uniwersytet (français: Nouveau Monde-Université) est une station de la ligne 2 du métro de Varsovie, située dans l'arondissement de Śródmieście. Inaugurée le 8 mars 2015, la station dessert le cœur du centre-ville ainsi que les rues Swietokrzyska, Kubusia Puchatka et Nowy Świat.

## Description
La station de plain-pied est d'une largeur de 10,5 m pour 120 m de long. La couleur dominante de cette station est le violet, des graphes de Wojciech Fangor sont présents sur les murs de cette station. Dix-sept escalators permettent d'y accéder, cette station est dotée également d'une aire de police. 
Cette station est la 4e de la Ligne 2 du métro de Varsovie dans le sens ouest-est, suivie alors de la station Centrum Nauki Kopernik, et est la 4e dans le sens est-ouest, suivie de la station Świętokrzyska.

## Position sur la ligne 2 du métro de Varsovie

Position de la station Nowy Świat-Uniwersytet (4e en partant de l'ouest de la section centrale) sur la ligne 2.

## Galerie

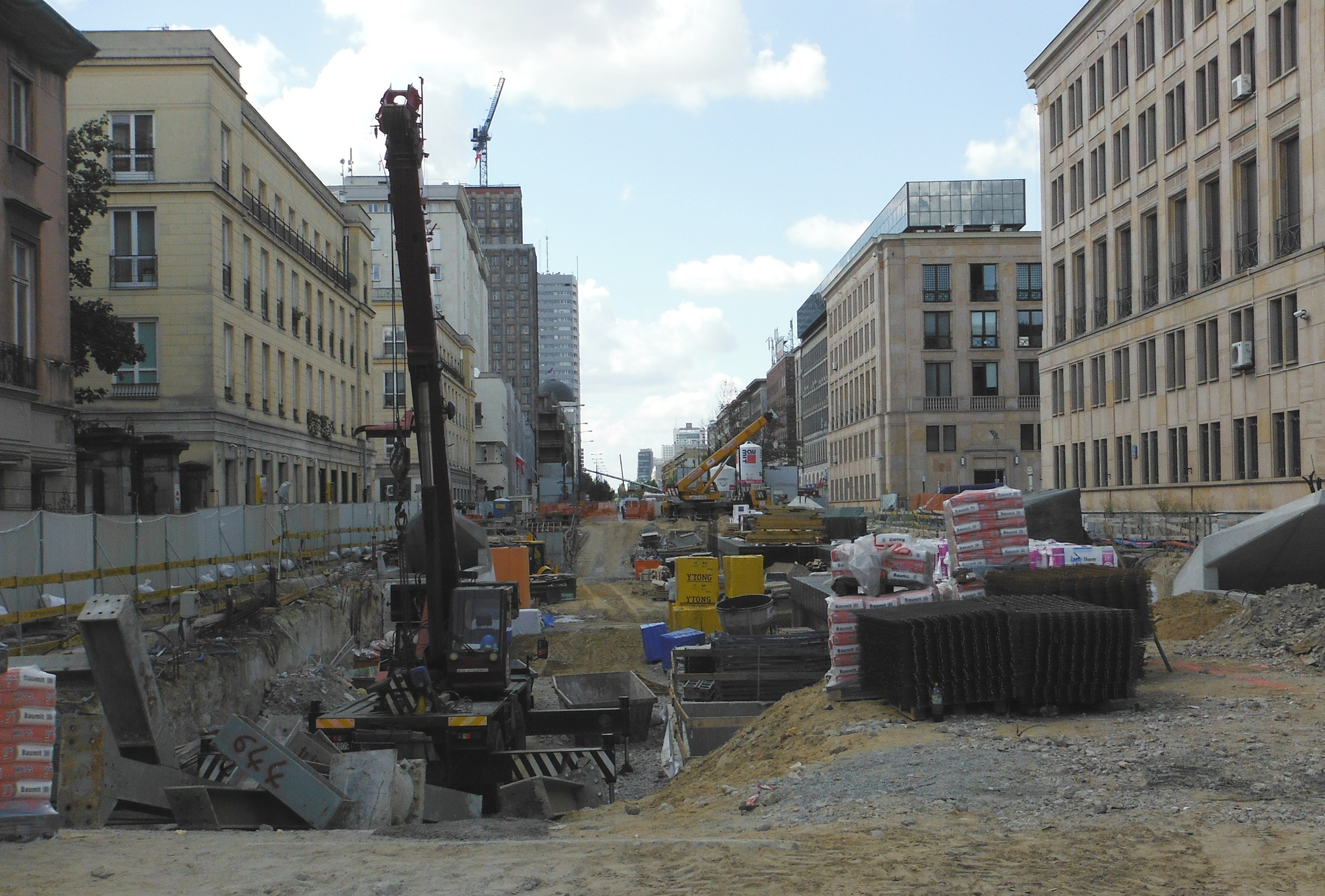
Construction de la station
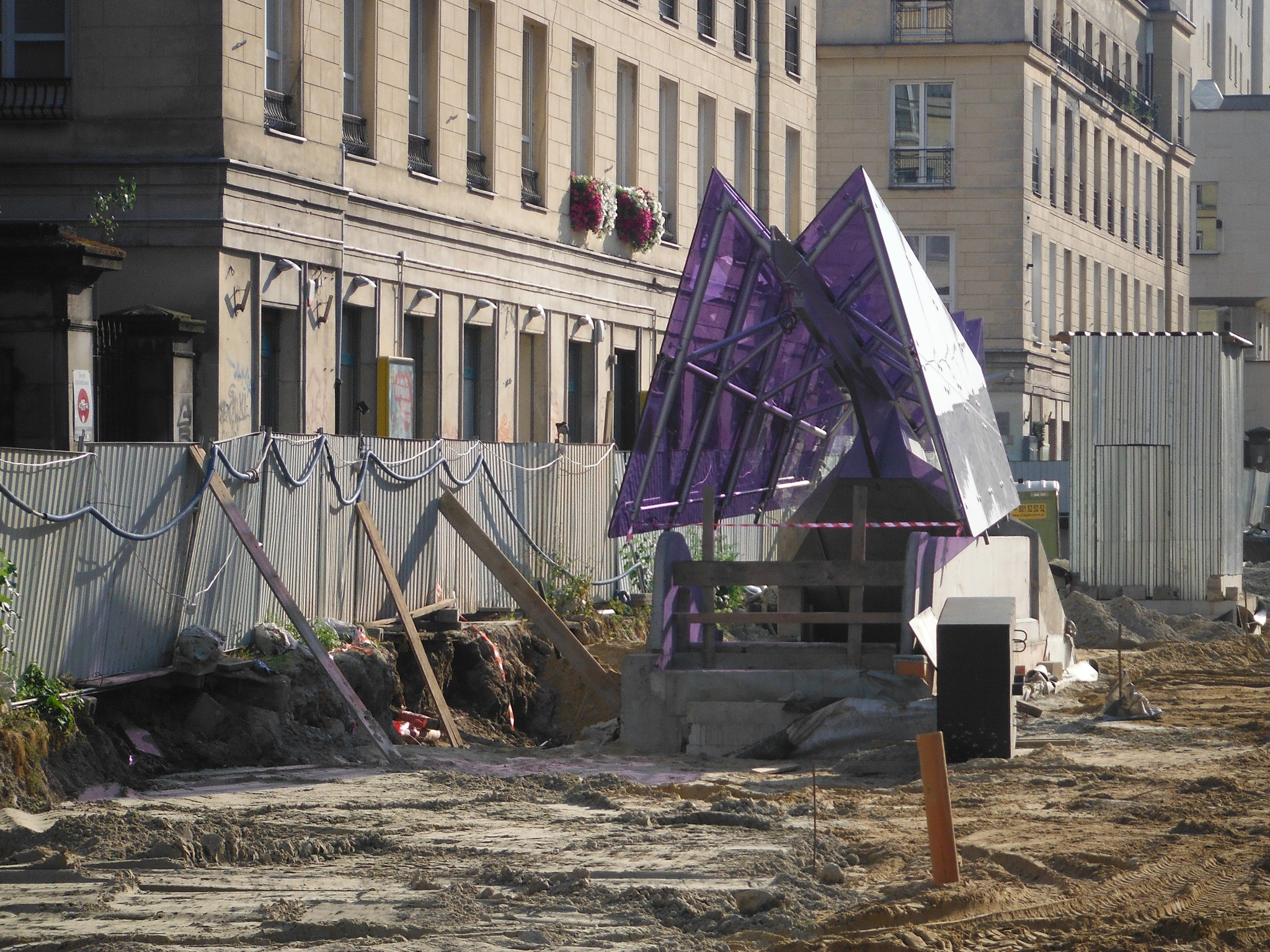
Installation de l'auvent de la station
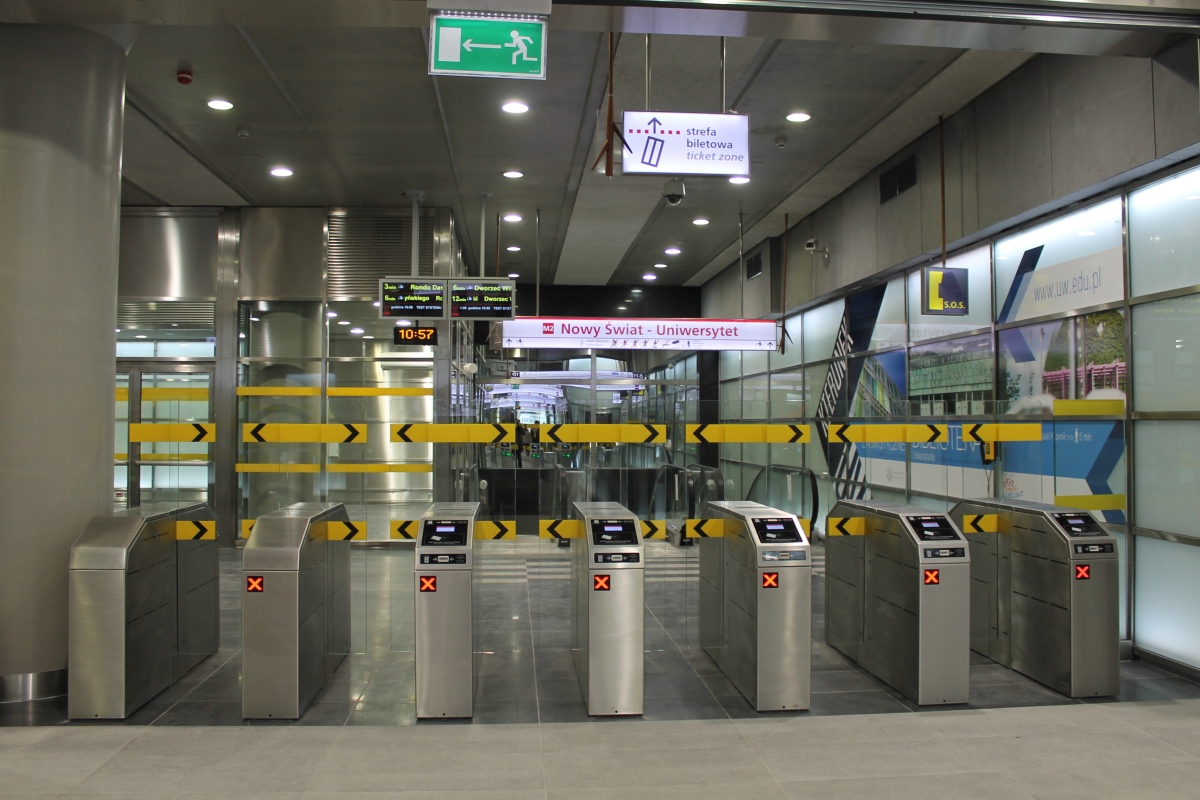
Entrée et portiques de la station
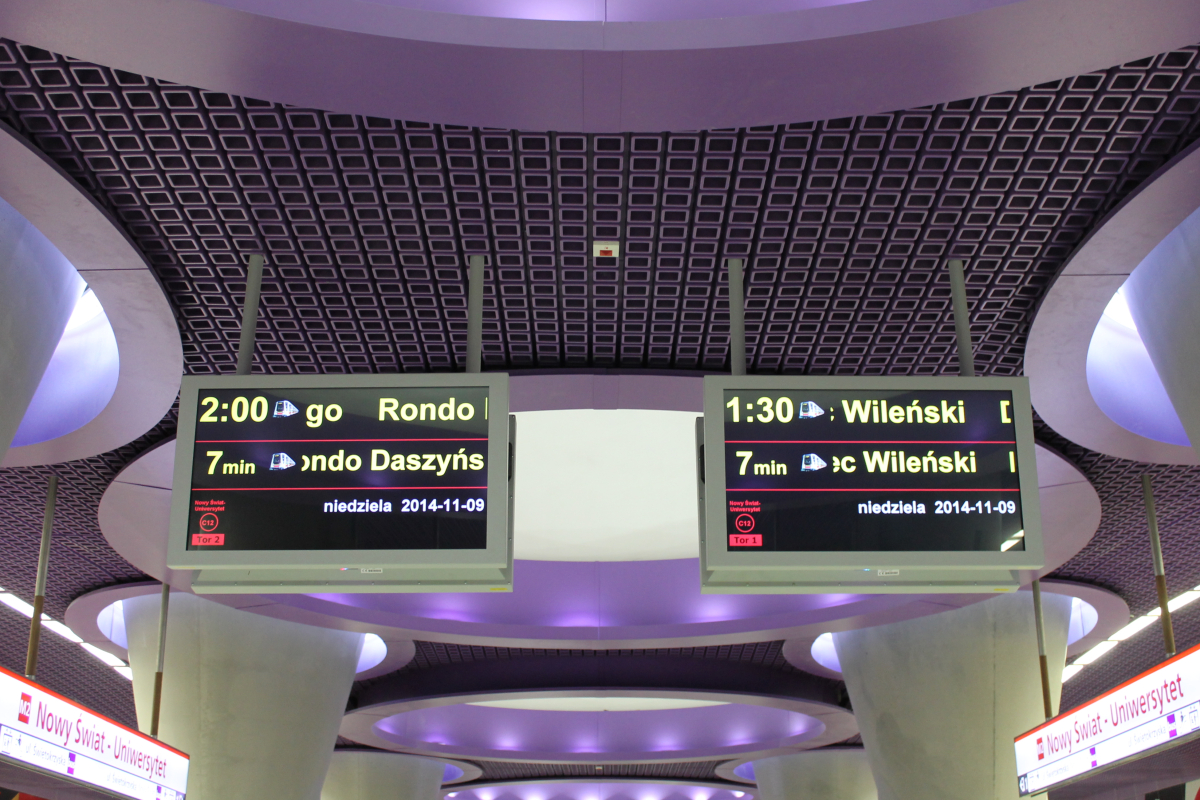
Tableaux d'affichages de la station
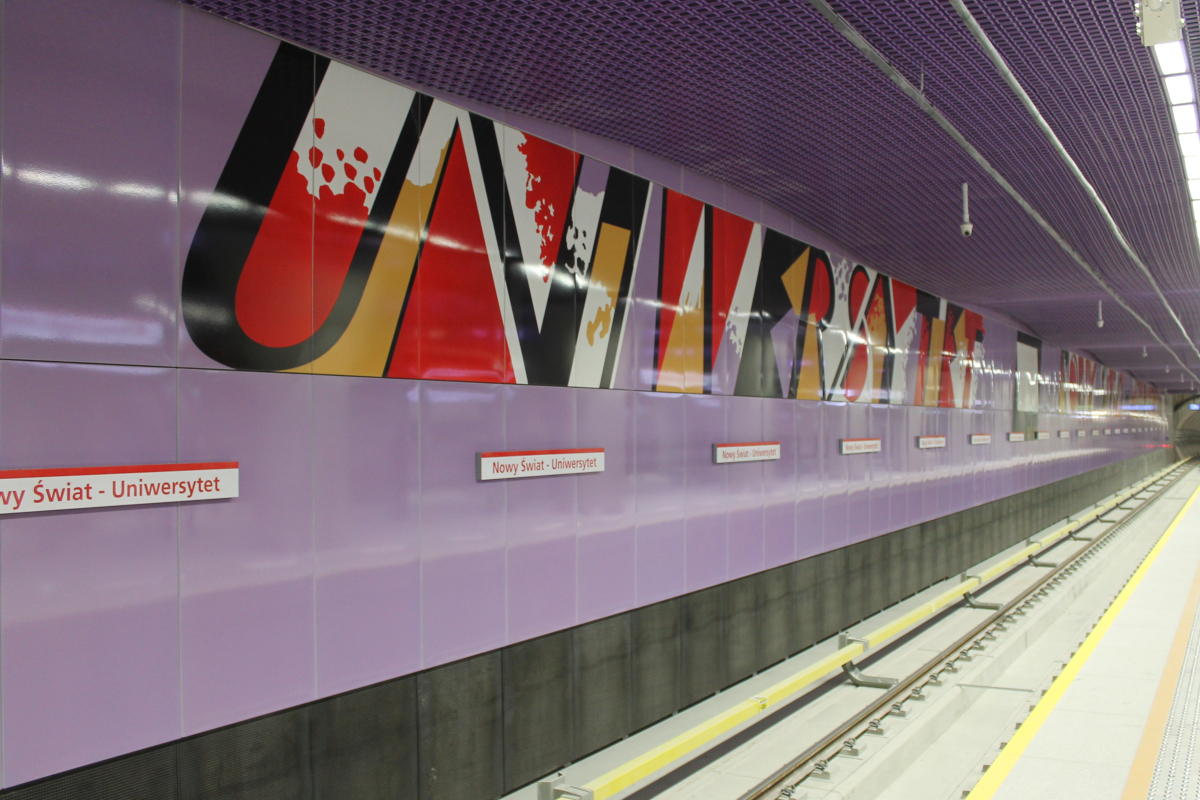
Quai de la station